# Macropipus parvulus
Macropipus parvulus is een krabbensoort uit de familie van de Polybiidae.